# Kaisenhaus-Museum
Das Kaisenhaus-Museum ist ein  Erinnerungsort zur Geschichte der – nach dem ehemaligen Bürgermeister Bremens Wilhelm Kaisen benannten – Bremer Kaisenhäuser, die nach dem Zweiten Weltkrieg errichtet wurden. Es befindet sich am Behrensweg 5a in der Waller Feldmark im Bereich des Kleingartenvereins Blockland und wurde 2011 eröffnet. Das 1957 errichtete Gebäude ist seit 2024 als Kulturdenkmal geschützt.
Neben Exponaten aus der Nachkriegszeit wurden elf großformatige Tafeln mit Fotografien und Erläuterungen aufgestellt, die für die Sozial- und Kulturgeschichte des Wiederaufbaus von Bedeutung sind. Geöffnet war das Haus im Jahr 2023 von April bis Oktober.
Das heutige Museum ist eines der wenigen Häuser, die nicht abgerissen wurden. Basis für die Errichtung derartiger Häuser in allen Bremer Parzellengebieten war der sogenannte Kaisenerlass vom August 1945, der, gültig bis 1949, das Wohnen dort angesichts einer stark zerstörten Stadt erlaubte, das eigentlich laut Kleingartengesetz verboten war.
Ab 2006 kam auf Initiative des Bremer Frauenmuseums die Zusammenarbeit des Bremer Zentrums für Baukultur, von Mitgliedern des Waller Beirats, dann des Geschichtskontor/Kulturhaus Walle Brodelpott zusammen, um ein Kaisenhaus vor dem Abriss zu bewahren. Dort sollte ein Ort der Erinnerung und der Dokumentation entstehen. Mit Unterstützung der Stiftung Wohnliche Stadt, sowie des Beirats Walle, aber auch mit sogenannten Impulsmitteln der Bremischen Bürgerschaft konnte im heutigen Museum eine Dauerausstellung eingerichtet werden.
Das gerettete Kaisenhaus, in dem sich das Museum befindet, wurde erst 1957 fertiggestellt. Es wies ein Grundstück im zulässigen Umfang von 30 m² auf – vor dem Kaisenerlass waren sogar nur maximal 24 m² gestattet. 1955, so schätzte seinerzeit der Landeskleingärtnerverband, lebten über 80.000 Bremer „auf Parzelle“. Typisch ist das Spitzdach, unter dem sich das Schlafzimmer befand. Im Haus wohnte die Familie Kopmann. Die Enge veranlasste die meisten Hausbesitzer, ihre Kaisenhäuser auszuweiten, auch wenn dies nicht gestattet war. 1965 kam es auch am Behrensweg zu einem Anbau für ein Wohnzimmer und ein Bad. Die Bewohner, die vor 1974 in den Häusern waren, erhielten nun ein Wohnrecht auf Lebenszeit, doch gleichzeitig wurden „ausgewohnte“ Häuser rigoros auf Kosten der Stadt abgerissen. Deren Gärten verwilderten, nach und nach verschwanden zahlreiche Häuser. Der Zerstörung wurde 2013 ein Ende gesetzt. Die Weiternutzung als Gartenlaube ist seither gestattet. Im Jahr 2013 gab es in Bremen 93 Kleingartenvereine bei rund 18.000 Kleingärtnern. Etwa 1000 der Kaisenhäuser bestanden noch.
Fred Kopmann, der noch in hohem Alter jeweils im Sommer mit seiner Frau im nunmehrigen Museums-Kaisenhaus lebte, vermachte dem neu gegründeten Museumsverein 2008 sein Haus.

## Belege
1. ↑  Denkmaldatenbank LfD Bremen
2. ↑  Eckhard Stengel: Wohnen auf der Parzelle: Nur kein Wildwuchs im Grünen, in: Tagesspiegel, 18. Januar 2016.
3. ↑  Wigbert Gerling: Abriss von Kaisenhäusern gestoppt, in: Weser-Kurier, 13. März 2013
4. ↑  Auf Lebenszeit in der Gartenlaube, Deutschlandfunk, 28. Februar 2016.
5. ↑  Antwort des Bremer Senats auf die Große Anfrage der Fraktion Die Linke vom 18. Juni 2013: Drucksache 18/969, PDF (darin eine Liste der Kleingartenvereine und Wochenendhausgebiete).

Koordinaten: 53° 6′ 46,4″ N, 8° 48′ 20,2″ O